# Полторак, Олесь Михайлович
Олесь Михайлович Полторак (6 ноября 1925, Киев, Украинская ССР — 19 июня 2008, Москва) — советский и российский учёный-физикохимик, доктор химических наук, заслуженный профессор МГУ, заслуженный деятель науки Российской Федерации.

## Биография
Родился 6 ноября 1925 года в Киеве.
Не окончив средней школы, был зачислен на химический факультет Казахского государственного университета. Не будучи членом ВЛКСМ, стал сталинским стипендиатом, а затем (1946) был переведён на четвёртый курс химического факультета МГУ. Учился (1948—1950) в аспирантуре химфического факультета, которую окончил досрочно (1950) в связи с защитой кандидатской диссертации «Каталитические свойства нанесенных платиновых катализаторов». После защиты стал сотрудником факультета. Являлся учеником Н. И. Кобозева. В возрасте 34 лет защитил диссертацию «Термодинамика реальных кристаллов и активные центры гетерогенных катализаторов» на учёную степень доктора химических наук (1959). Присвоено звание профессора (1960). Работал на кафедре физической химии химического факультета МГУ: старший научный сотрудник (1950—1961), профессор (с 1961).
Занимал должность заместителя декана химического факультета (1959—1960). Читал курс лекций по физической химии. Вёл научную работу в области термодинамики кристаллов, гетерогенного и ферментативного катализа, кинетики и механизмов ферментативных реакций. Приоритетным направлением исследований являлись теоретические и экспериментальные исследования в области получения и стабилизации ферментных слоев на границе раздела твердой и жидкой фаз.
Присуждена (1994) Ломоносовская премия МГУ, как лучшему лектору университета.
Скончался 19 июня 2008 года (в возрасте 82 лет) в Москве. Похоронен на Хованском кладбище (Крематорий, уч. 1).

## Научная деятельность
Полторак одним из первых занялся проблемой иммобилизованных ферментов, создав в этой области свою научную школу. В рамках этой школы были проведены первые исследования адсорбционной иммобилизации различных ферментов,, предложена теория каталитического действия ферментов в адсорбционных слоях и разработаны эффективные методы получения ферментных гетерогенных катализаторов. В области механизмов катализа О. М. Полтораком была предложена теория цепей перераспределения связей. Его работа по теории стабилизации олигомерных ферментов и исследованиям структуры их межбелкового контакта, так называемого «конформационного замка», нашла широкое международное признание.

## Педагогическая деятельность
В разные годы О. М. Полторак читал в Московском университете курсы лекций по химической кинетике и катализу (1961—1969), по теории твердого тела (1962—1963) и статистической термодинамике (1965—1980), а также спецкурс по ферментативному катализу. На протяжении почти четверти века (1980—2003) О. М. Полторак преподавал общефакультетский двухсеместровый курс по физической химии. В течение многих лет О. М. Полторак занимался разработкой программ преподавания в качестве председателя методической комиссии кафедры физической химии. Читал курс лекций по химической термодинамике в Бомбейском политехническом институте и на химическом факультете университета г. Калькутта (Индия, 1963—1964), курс лекций по катализу в Рангунском университете (Бирма, 1969), лекции по гетерогенному катализу в Лодзинском политехническом институте (Польша, 1973), лекции по ферментативному катализу в Лондонском университете «South Bank» (1991).Подготовил более 30 кандидатов и 2 докторов наук. Среди учеников можно выделить таких как Е. С. Чухрай, А. Н. Пряхин, А. Н. Митрофанова и др. Он является автором обстоятельных учебных пособий, в том числе, учебника «Термодинамика в физической химии» для химических факультетов университетов и пяти других пособий по различным разделам физической химии (гетерогенному катализу, ферментативному катализу, термодинамике, преподаванию основ физической химии в курсе неорганической химии).

## Основные труды
О. М. Полторак опубликовал более 260 научных работ, в том числе учебники и учебные пособия, среди них:
- Полторак О. М. Лекции по теории гетерогенного катализа. Учеб. пособие для студентов хим. специальностей высш. учеб. заведений. М.: Моск. ун-т, 1968, 156 с.
- Полторак О. М. Лекции по химической термодинамике. (Общая и стат. термодинамика). Учеб. пособие для студентов хим. и хим.-технол. вузов. 1971, 255 с.
- Полторак О. М. Чухрай,Е. С Физико-химические основы ферментативного катализа, М.: Высш. школа, 1971, 311 с.
- Полторак О. М. Термодинамика в физической химии. Учеб. для студентов хим. и хим.-технол. спец. вузов. М.: Высш. шк., 1991, 318 с.
- Полторак О. М., Ковба Л. М. Физико-химические основы неорганической химии. М.: Изд-во Моск. ун-та, 1984, 288 с.
- Полторак О. М., Чухрай И. Э. Спецкурс по ферментативному катализу. М.: МГУ им. М. В. Ломоносова. Хим. фак., 2002, 104 с.

## Награды и премии
- Лауреат премии СМ СССР II степени (1963)
- Удостоен нагрудного знака Минвуза СССР «За отличные успехи в работе» (1975)
- Удостоен памятной медали Лодзинского политехнического института (Польша, 1985)
- Член Экспертного совета ВАК по физической химии (1985—2005)
- Лауреат премии имени М. В. Ломоносова за педагогическую деятельность (МГУ, 1994)
- Лауреат стипендии Президента РФ для выдающихся ученых России (неоднократно).
- Заслуженный деятель науки РФ (1992)[10]
- Заслуженный профессор Московского университета (2001)[11]
- Орден Почёта (3 апреля 2005 года) — за достигнутые трудовые успехи и многолетнюю добросовестную работу[12].

## Личные качества
О. М. Полторак был одним из самых уважаемых и любимых профессоров кафедры физической химии. Его увлеченность такой строгой наукой как физхимия была не раз отмечена учениками. На праздновании 80-летия О. М. Полторака академик Азербайджанской АН Т. Нагиев зачитал приветствие от президента своей академии. Он сказал: «На востоке очень ценят мудрых людей. Олесь Михайлович Полторак — настоящий мудрец. Очень важно, чтобы молодежь воспитывалась в общении с мудрецами». Этими словами можно выразить общее мнение коллег О. М. Полторака.

## Интересы и хобби
Интересы О. М. Полторака не были сосредоточены только на профессиональной сфере. Будучи талантливым и легко-увлекающимся человеком, в каждом занятии он достигал высокого уровня мастерства. Будучи профессионалом в области филателии, он не просто коллекционировал марки, а составил специализированный каталог земских марок России XIX века. Кроме всего прочего О. М. Полторак хорошо рисовал, снимал любительские фильмы, разводил аквариумных рыб, смог овладеть даже токарным искусством и резьбой по дереву.